# Långmossen, Uppland
Långmossen är en sjö i Heby kommun i Uppland och ingår i Tämnaråns huvudavrinningsområde. Sjön har en area på 0,129 kvadratkilometer och ligger 57,4 meter över havet. Sjön avvattnas av vattendraget Råksjöbäcken.

## Delavrinningsområde
Långmossen ingår i det delavrinningsområde (666180-157067) som SMHI kallar för Mynnar i Tämnarån. Medelhöjden är 69 meter över havet och ytan är 8,79 kvadratkilometer. Det finns ett avrinningsområde uppströms, och räknas det in blir den ackumulerade arean 24,36 kvadratkilometer. Råksjöbäcken som avvattnar avrinningsområdet har biflödesordning 2, vilket innebär att vattnet flödar genom totalt 2 vattendrag innan det når havet efter 83 kilometer. Avrinningsområdet består mestadels av skog (93 procent). Avrinningsområdet har 0,13 kvadratkilometer vattenytor vilket ger det en sjöprocent på 1,5 procent.